# British Academy Film Awards
Pour les articles homonymes, voir BAFA.
Les British Academy Film Awards (BAFA) sont les principales récompenses annuelles des BAFTA Awards organisées par la British Academy of Film and Television Arts (BAFTA).
Ils sont souvent cités comme étant l'équivalent britannique des Oscars du cinéma américains ou des Césars du cinéma français,.

## La cérémonie
La cérémonie se déroulait habituellement en avril ou en mai mais elle a été avancée en février en 2002 pour précéder la remise des Oscars. La cérémonie est ouverte à toutes les cinématographies mais il existe une catégorie spécifique pour le meilleur film britannique.
Depuis l'an 2000, la cérémonie se déroulait au cinéma Odeon de Leicester Square à Londres, mais depuis 2007, elle a lieu au Royal Opera House.

## Éligibilité
Les films doivent être sortis en salles au Royaume-Uni l'année précédant la cérémonie de remise des récompenses, du 1er janvier au 31 décembre.
Pour être éligible, un film doit :
- être un long métrage, dont la durée est supérieure à 60 minutes
- voir sa première diffusion ou distribution au Royaume-Uni comme une sortie officielle en salles (pas lors d'un festival par exemple)
- être exposé devant un public payant dans un cinéma commercial au Royaume-Uni, pas moins de sept jours consécutifs

Les films de toutes nationalités sont éligibles dans chacune des catégories, à l'exception du meilleur film britannique, du meilleur nouveau venu, et du meilleur court-métrage, qui sont réservées aux films britanniques exclusivement.
Les décisions rendues par l'Académie sont définitives.

## Nominations multiples
35 acteurs ou actrices ont été nommés pour deux ou plus de leurs interprétations (dans des films, dans un rôle principal ou secondaire) dans l'histoire de la cérémonie.
On peut citer  : Miranda Richardson, Anthony Hopkins, Helena Bonham Carter, Geoffrey Rush, Al Pacino, Robert Redford, Michael Caine, Billie Whitelaw, Walter Matthau, Elliott Gould, Goldie Hawn, George C. Scott, Marlon Brando, Donald Sutherland, Richard Burton, Jack Lemmon, Bibi Andersson, Peter Sellers, Shirley MacLaine, Katharine Ross, Lee Marvin, Richard Attenborough, Jack Nicholson, Gene Hackman, Marcello Mastroianni, Rachel Roberts, Katharine Hepburn, Stéphane Audran, Dustin Hoffman, Jodie Foster, Sean Penn, Scarlett Johansson, Kate Winslet, Mia Farrow, Marion Cotillard, Barbra Streisand, Simone Signoret, George Clooney et Meryl Streep.

## Distinctions
Audrey Hepburn est l'une des huit personnes à avoir remporté un Emmy, un Grammy, un Oscar et un Tony Award (John Gielgud, Helen Hayes, Marvin Hamlisch, Mel Brooks, Rita Moreno, Mike Nichols et Barbra Streisand sont les autres lauréats).
En 1954, elle remporte l'Oscar de la meilleure actrice pour Vacances romaines. Elle sera également nommée quatre autres fois pour cette récompense, pour ses rôles dans Sabrina (1954), Au risque de se perdre (1959), Diamants sur canapé (1961) et Seule dans la nuit (1967). Quatre jours après cette cérémonie, le 29 mars 1954, elle reçoit un Tony Award pour sa prestation dans Ondine de Jean Giraudoux.
Pour ce même rôle dans Vacances Romaines, l'Oscar est complété d'un British Academy Award (BAFTA), du New York Film Critics Circle Award et d'un Golden Globe. Elle recevra un second New York Film Critics Circle Award ainsi qu'un second BAFTA pour Au risque de se perdre.
Elle a par ailleurs remporté un Henrietta Award 1955 pour l'actrice la plus aimée au monde, le Cecil B. DeMille Award en 1990 et le Screen Actors Guild Life Achievement Award en 1992. On lui décerna également à titre posthume le prix humanitaire Jean-Hersholt en 1993. Jean Hersholt était celui qui lui avait remis son oscar en 1953. Toujours pour son engagement humanitaire, elle reçut en décembre 1992 la médaille présidentielle de la Liberté.

### Récompenses
- 1953 : New York Film Critics Circle Awards de la meilleure actrice dans une comédie pour Vacances romaines
- 7e cérémonie des British Academy Film Awards 1954 : Meilleure actrice pour Vacances romaines
- 11e cérémonie des Golden Globes 1954 : Meilleure actrice pour Vacances romaines
- 26e cérémonie des Oscars 1954 : Meilleure actrice pour Vacances romaines
- Golden Globes 1955 : Henrietta Award
- 1958 : Laurel Awards de la meilleure actrice pour Ariane Love in the Afternoon
- New York Film Critics Circle Awards 1958 : Meilleure actrice pour Au risque de se perdre
- Festival de Saint-Sébastien 1959 : Meilleure actrice pour Au risque de se perdre
- 13e cérémonie des British Academy Film Awards 1960 : Meilleure actrice pour Au risque de se perdre
- 5e cérémonie des David di Donatello Awards 1960 : Meilleure actrice étrangère pour Au risque de se perdre
- 7e cérémonie des David di Donatello Awards 1962 : Meilleure actrice étrangère pour Diamants sur canapé Breakfast at Tiffany’s
- 18e cérémonie des British Academy Film Awards 1965 : Meilleure actrice pour Charade
- 10e cérémonie des David di Donatello Awards 1965 : Meilleure actrice étrangère pour Charade
- Golden Globes 1990 : Cecil B. DeMille Award
- Film at Lincoln Center 1991 : Gala Tribute
- 65e cérémonie des Oscars 1993 : prix humanitaire Jean-Hersholt distinguant une personnalité du milieu du cinéma qui s'est impliquée de façon exemplaire dans une cause humanitaire.
- Primetime Emmy Awards 1993 : Meilleure prestation dans un programme d'information pour Gardens of the World with Audrey Hepburn (en)

### Nominations
- 27e cérémonie des Oscars 1955 : Meilleure actrice pour Sabrina
- 14e cérémonie des Golden Globes 1957 : Meilleure actrice pour Guerre et Paix
- 15e cérémonie des Golden Globes 1958 : Meilleure actrice pour Ariane
- 13e cérémonie des British Academy Film Awards 1960 : Meilleure actrice pour Au risque de se perdre
- 17e cérémonie des Golden Globes 1960 : Meilleure actrice dans un drame pour Au risque de se perdre
- 19e cérémonie des Golden Globes 1962 : Meilleure actrice pour Diamants sur canapé
- 34e cérémonie des Oscars 1962 : Meilleure actrice pour Diamants sur canapé
- 21e cérémonie des Golden Globes 1964 : Meilleure actrice pour Charade
- 18e cérémonie des British Academy Film Awards 1965 : Meilleure actrice pour Charade
- 22e cérémonie des Golden Globes 1965 : Meilleure actrice pour My Fair Lady
- 25e cérémonie des Golden Globes 1968 :
  - Meilleure actrice pour Seule dans la nuit
  - Meilleure actrice pour Voyage à deux
- Oscars 1968 : Meilleure actrice pour Seule dans la nuit